# Alessandra Galloni

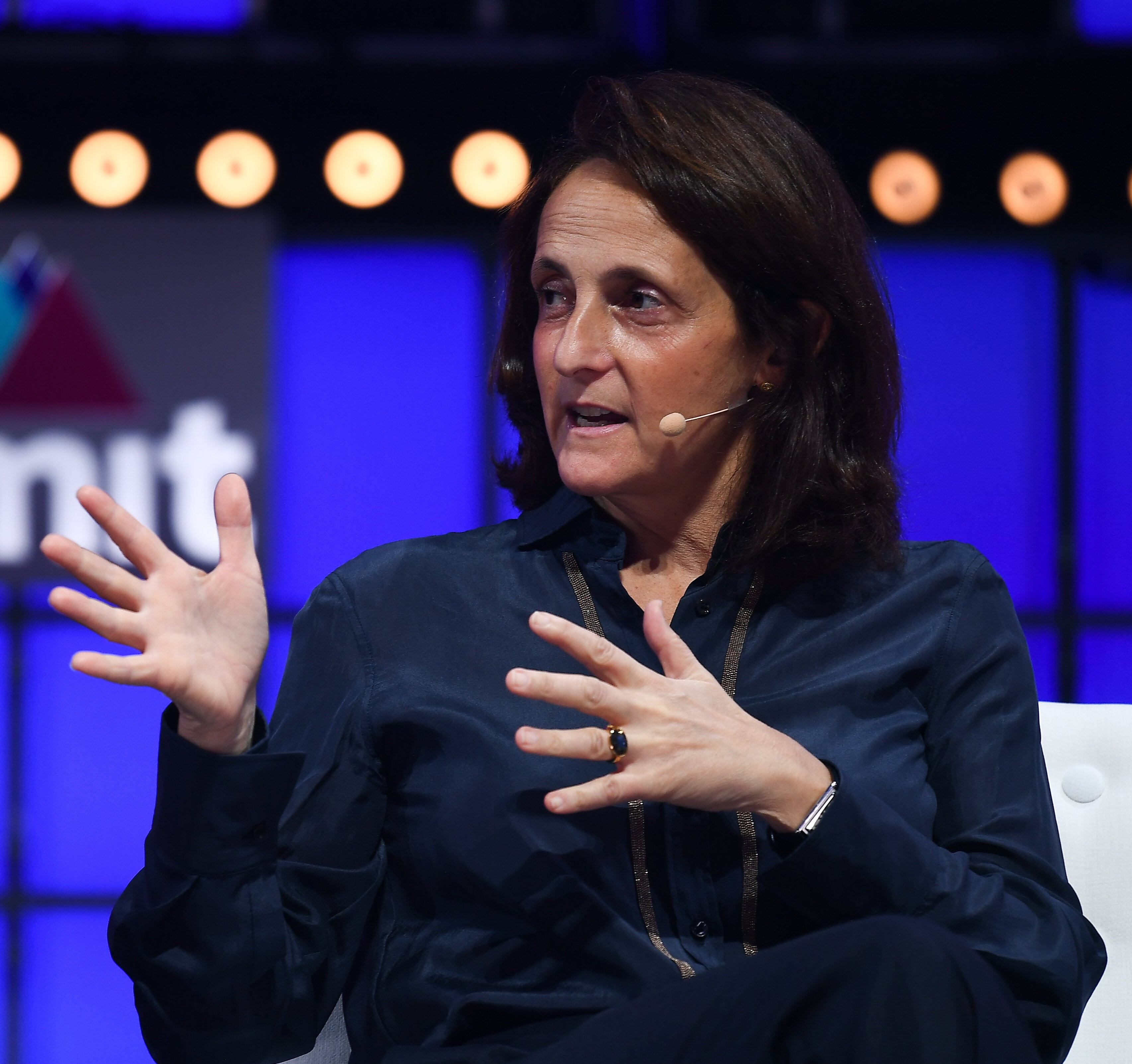
Alessandra Galloni (2021)

Alessandra Galloni (Roma, 3 luglio 1973) è una giornalista italiana; dal 2021 è direttore responsabile dell'agenzia di stampa Reuters.

## Biografia
Nata a Roma, si laurea in economia all'Università Harvard nel 1995. Nel 2002 consegue un master alla London School of Economics. Successivamente decide di risiedere nella capitale britannica.
All’inizio della carriera lavora all'agenzia Associated Press e alla stessa Reuters (nel servizio di notizie in italiano), che oggi guida.
Successivamente intraprende un'esperienza di 13 anni al quotidiano statunitense Wall Street Journal svolgendo vari ruoli, da corrispondente europea (Londra, Parigi e Roma) a cronista nel settore economico e finanziario, salendo professionalmente di grado.
Nel 2013 torna alla Reuters come direttore editoriale dell'ufficio del Sud Europa. Nel 2015 è nominata Global news editor (ovvero responsabile di tutti i notiziari) dell'agenzia.

Il 13 aprile 2021 è nominata direttore responsabile, prima donna in 170 anni di storia a guidare l'agenzia di stampa britannica.

## Premi e riconoscimenti
- 2004: «Overseas press club award» (Stati Uniti), per la copertura giornalistica del crac Parmalat[4];
- 2005: «United Kingdom business journalist of the year» (Gran Bretagna)[4].

## Opere
- (EN)  From the End of the Earth to Rome, 2013 (e-book su Papa Francesco)